# Jaan Eslon
Jaan Eslon (ur. 4 marca 1952 w Falköping, zm. 24 września 2000 w Las Palmas) – szwedzki szachista, mistrz międzynarodowy od 1977 roku.

## Kariera szachowa
W 1969 r. zwyciężył w mistrzostwach Szwecji juniorów. Największy sukces w karierze odniósł w 1978 r., zwyciężając (wraz z Roberto Debarnotem) w I międzynarodowym turnieju w Linares. W latach 90. występował głównie w otwartych turniejach w Hiszpanii, w wielu z nich zajmując czołowe lokaty. 
Inne znaczące wyniki w turniejach międzynarodowych:
- 1976 – Eksjö - II miejsce (za Jackiem Bednarskim)
- 1990 – Ermua - II-III miejsce
- 1991 – Las Palmas - II-V miejsce (open)
- 1992 – Jávea - I-III miejsce
- 1992 – Walencja - I miejsce (open)
- 1993 – Ceuta - I miejsce (turniej B)
- 1995 – Walencja - I-III miejsce (open)
- 1997 – Candás - I miejsce (open)
- 1999 – Walencja - I-VII miejsce (open)

Według jednego źródła zginął w wypadku samochodowym, natomiast według drugiego – zmarł na atak serca.